# Liste der Baudenkmale in Warnkenhagen
In der Liste der Baudenkmale in Warnkenhagen sind alle denkmalgeschützten Bauten der Gemeinde Warnkenhagen (Mecklenburg-Vorpommern) und ihrer Ortsteile aufgelistet (Stand 10. Februar 2021).

## Baudenkmale nach Ortsteilen

### Warnkenhagen
| ID   | Lage                    | Bezeichnung                              | Beschreibung | Bild           |
| ---- | ----------------------- | ---------------------------------------- | --- | -------------- |
| 1167 | An der Kirche 1 (Karte) | Pfarrhof mit Pfarrhaus und Scheune       | |                |
| 1168 | An der Kirche 2 (Karte) | Dorfkirche mit Friedhof und Friedhofstor | Spätgotische, einschiffige Backsteinkirche; eingezogener, 2-jochiger Chor mit Kreuzgewölbe; flachgedecktes Langhaus; 3-gesch. Westturm mit spitzenbogigem Stufenportal und Pyramidendach; Altaraufsatz von 1784, hölzerne Kanzel von 1788. | Weitere Bilder |
| 1165 | An der Kirche 5 (Karte) | Kate                                     | |                |
| 1166 | Zum Gutshaus 5 (Karte)  | Gutshaus                                 | 1-gesch., 11-achs. Putzbau mit 2-gesch. Mittelrisalit |                |

### Gottin
| ID   | Lage                  | Bezeichnung     | Beschreibung | Bild            |
| ---- | --------------------- | --------------- | ------------ | --------------- |
| 0736 | Dorfstraße 17 (Karte) | Gutshaus Gottin |              | Gutshaus Gottin |
| 0735 | Dorfstraße 30 (Karte) | Bürgerhaus      |              |                 |

### Tellow
| ID   | Lage           | Bezeichnung | Beschreibung | Bild |
| ---- | -------------- | --- | ------------ | --- |
| 0921 | Tellow (Karte) | Gutsanlage mit Gutshaus (Nr. 18), Park, Gärtnerhaus (Nr. 17), Eiskeller (Nr. 17), Fachwerkstall (Nr. 15/15a), Speicher mit Scheune (Nr. 10), Gutshandwerkerhaus (Nr. 19/20), Schnitterkaserne (Nr. 23), einem Gutsarbeiterhaus (Thünenkate, Nr. 23a) und drei Neubauernhäusern (Nr. 14, 21, 22) |              | Gutsanlage mit Gutshaus (Nr. 18), Park, Gärtnerhaus (Nr. 17), Eiskeller (Nr. 17), Fachwerkstall (Nr. 15/15a), Speicher mit Scheune (Nr. 10), Gutshandwerkerhaus (Nr. 19/20), Schnitterkaserne (Nr. 23), einem Gutsarbeiterhaus (Thünenkate, Nr. 23a) und drei Neubauernhäusern (Nr. 14, 21, 22) |

### Tenze
| ID   | Lage                | Bezeichnung    | Beschreibung          | Bild |
| ---- | ------------------- | -------------- | --------------------- | ---- |
| 0923 | Tenze 9 (Karte)     | ehem. Wohnhaus | Nebengebäude zu Nr. 9 |      |
| 0924 | Tenze 12/13 (Karte) | Gutshaus       |                       |      |

## Quelle
Denkmalliste des Landkreises Rostock A ‐ Z (Stand: 10. Februar 2021; PDF, 497 KB). 
- Karte mit allen Koordinaten:
- OSM |
- WikiMap